# Wilfried Peffgen
Wilfried Peffgen (Colonia, 1 de octubre de 1942-Colonia, 9 de mayo de 2021) fue un deportista alemán que compitió para la RFA en ciclismo en las modalidades de pista, especialista en la prueba de medio fondo, y ruta.
Ganó siete medallas en el Campeonato Mundial de Ciclismo en Pista entre los años 1976 y 1982.
En carretera su mayor éxito lo logró en la Vuelta a España, al obtener un triunfo de etapa en la edición de 1968. Además, participó en los Juegos Olímpicos de Tokio 1964, ocupando el sexto lugar en la prueba de ruta.

## Medallero internacional
| Campeonato Mundial | Campeonato Mundial          | Campeonato Mundial | Campeonato Mundial |
| Año                | Lugar                       | Medalla            | Competición        |
| ------------------ | --------------------------- | ------------------ | ------------------ |
| 1976               | Monteroni di Lecce (Italia) | Medalla de oro     | Medio fondo (P)    |
| 1977               | San Cristóbal (Venezuela)   | Medalla de plata   | Medio fondo (P)    |
| 1978               | Múnich (RFA)                | Medalla de oro     | Medio fondo (P)    |
| 1979               | Ámsterdam (Países Bajos)    | Medalla de plata   | Medio fondo (P)    |
| 1980               | Besanzón (Francia)          | Medalla de oro     | Medio fondo (P)    |
| 1981               | Brno (Checoslovaquia)       | Medalla de bronce  | Medio fondo (P)    |
| 1982               | Leicester (Reino Unido)     | Medalla de plata   | Medio fondo (P)    |

## Palmarés

### Palmarés en ruta
1965
- 1 etapa del Tour del Porvenir

1966
- GP Kanton Aargau
- 3.º en el Campeonato de Alemania en ruta

1968
- 1 etapa de la Vuelta a España

1969
- 2.º en el Campeonato de Alemania en ruta

1972
- Campeón de Alemania

### Palmarés en pista
- 1971

Campeón de Europa de Madison (con Sigi Renz)
- 1972

1.º en los Seis días de Münster (con Albert Fritz)
1.º en los Seis días de Zúrich (con Albert Fritz y Graeme Gilmore)
- 1973

Campeón de Europa de Madison  (con Albert Fritz)
1.º en los Seis días de Münster (con Albert Fritz)
- 1975

1.º en los Seis días de Colonia (con Albert Fritz)
- 1976

 Campeón del Mundo de medio fondo stayer
Campeón de Europa de medio fondo
1.º en los Seis días de Zúrich (con Albert Fritz)
1.º en los Seis días de Colonia (con Dieter Kemper)
1.º en los Seis días de Herning (con Albert Fritz)
1.º en los Seis días de Múnich (con Albert Fritz)
- 1977

Campeón de Europa de medio fondo
1.º en los Seis días de Bremen (con Albert Fritz)
- 1978

 Campeón del Mundo de medio fondo stayer
Campeón de Europa de medio fondo
1.º en los Seis días de Münster (con Albert Fritz)
1.º en los Seis días de Colonia (con Albert Fritz)
1.º en los Seis días de Bremen (con Albert Fritz)
- 1979

Campeón de Europa de medio fondo
1.º en los Seis días de Münster (con Albert Fritz)
1.º en los Seis días de Groninga (con René Pijnen)
- 1980

 Campeón del Mundo de medio fondo stayer
Campeón de Europa de medio fondo
1.º en los Seis días de Amberes (con René Pijnen y Roger De Vlaeminck)
- 1982

1.º en los Seis días de Colonia (con Albert Fritz)